# Eugen Ritter von Schobert
Eugen Siegfried Erich Ritter von Schobert (13 de março de 1883 – 12 de setembro de 1941) foi um general alemão durante a Segunda Guerra Mundial. Comandou o 11º Exército durante a Operação Barbarossa, a invasão da União Soviética. Schobert morreu quando seu avião de observação caiu em um campo minado soviético.

## Vida pregressa
Schobert nasceu como Eugen Schobert em Würzburg, no Reino da Baviera, um Estado-membro do Império Alemão. Ele era filho do Major Karl Schobert e Anna née Michaely. Schobert ingressou no Exército Real da Baviera em julho de 1902. Ele serviu principalmente no 1º Regimento de Infantaria da Baviera "König" e passou por treinamento de piloto em 1911.

## Primeira Guerra Mundial e pós-guerra
Durante a Primeira Guerra Mundial, Schobert permaneceu como oficial de infantaria da Baviera, servindo durante toda a guerra na Frente Ocidental. Durante a ofensiva alemã da primavera de 1918, liderou o 3º Batalhão do 1º Regimento de Infantaria da Baviera. Por suas ações em 23 de março de 1918, quando liderou pessoalmente e com sucesso seu batalhão na travessia de um canal perto de Jussy contra a forte resistência britânica, ele foi condecorado com a Cruz de Cavaleiro da Ordem Militar de Max Joseph. Esta foi a mais alta honraria militar da Baviera, comparável à Pour le Mérite prussiana, e conferia uma patente de nobreza a um destinatário que fosse um plebeu. Conseqüentemente, Eugen Schobert tornou-se Eugen Ritter von Schobert.
Após a Primeira Guerra Mundial, Schobert permaneceu no Reichswehr e depois na Wehrmacht, subindo continuamente na hierarquia. Ele foi Inspetor de Infantaria de dezembro de 1933 a setembro de 1934 e depois comandou a 17ª Divisão de Infantaria de 1935 a 1936 e a 33ª Divisão de Infantaria de 1936 a 1938. Ele assumiu o comando do VII Corpo de Exército (VII. Armeekorps) em 4 de fevereiro de 1938.

## Segunda Guerra Mundial e morte
Em setembro de 1939, Schobert liderou seu VII Corpo de Exército na invasão da Polônia como parte da reserva do Grupo de Exércitos Sul. Em maio-junho de 1940, seu corpo, parte do Décimo Sexto Exército do Grupo de Exércitos A do General Ernst Busch, participou da invasão da Bélgica e de Luxemburgo e da Batalha da França. Ele recebeu a Cruz de Cavaleiro da Cruz de Ferro por sua liderança do VII Corpo de exército no avanço da Linha Maginot e na captura de Nancy e Toul. Ele permaneceu no comando do corpo durante os preparativos para a invasão da Grã-Bretanha.
Em setembro de 1940, Schobert recebeu o comando do Décimo Primeiro Exército. O exército foi designado para Grupo de Exércitos Sul para a Operação Barbarossa, a invasão da União Soviética. Durante as operações de combate no sul da União Soviética, Schobert foi morto quando seu avião de observação Fieseler Storch caiu em um campo minado soviético. Ele foi sucedido por Erich von Manstein. Um correspondente de guerra alemão, Leo Leixner, escreveu a biografia de Schobert.

## Família
Schobert casou-se com Alice Rieder-Gollwitzer em 1921. Eles tiveram três filhos: dois filhos e uma filha. Seu filho mais novo foi morto em combate em 1944, enquanto servia como piloto de caça da Luftwaffe.

## Decorações
- Cruz de Cavaleiro da Cruz de Ferro em 29 de junho de 1940 como General der Infanterie e general comandante do VII. Armeekorps.[7]